# جويل هنري
جويل هنري (بالفرنسية: Joël Henry)‏ (19 أبريل 1962 في فرنسا - ) هو لاعب كرة قدم فرنسي في مركز الوسط. لعب مع نادي باستيا ونادي بريست ونادي تولون ونادي ليل ونادي ليموج ونادي نانت ونادي نيس.

## وصلات خارجية
- جويل هنري على موقع قاعدة بيانات كرة القدم.إي يو (الإنجليزية)
- جويل هنري على موقع عالم كرة القدم.نت (الإنجليزية)